# Lithophane nagaii
Lithophane nagaii là một loài bướm đêm trong họ Noctuidae.